# Ataenius skelleyi
Ataenius skelleyi är en skalbaggsart som beskrevs av Zdzisława Stebnicka 2007. Ataenius skelleyi ingår i släktet Ataenius och familjen Aphodiidae. Inga underarter finns listade.